# Metechinorhynchus malacocephali
Metechinorhynchus malacocephali is een soort haakworm uit het geslacht Metechinorhynchus. De worm behoort tot de familie Echinorhynchidae. Metechinorhynchus malacocephali werd in 1985 beschreven door Parukhin.